# 魚籃坂

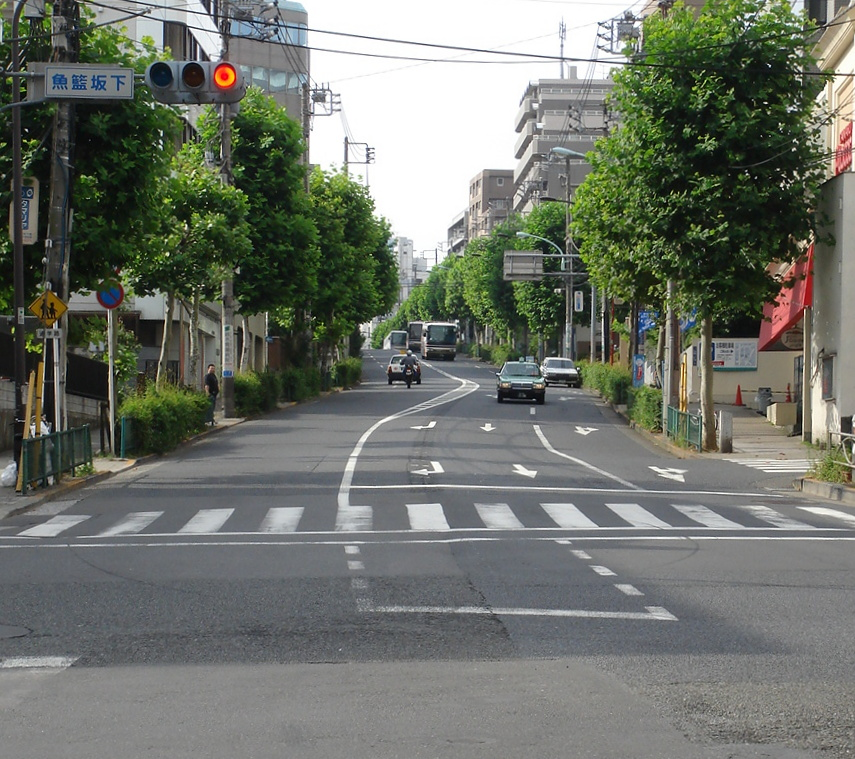
魚籃坂（魚籃坂下より）2006年7月撮影

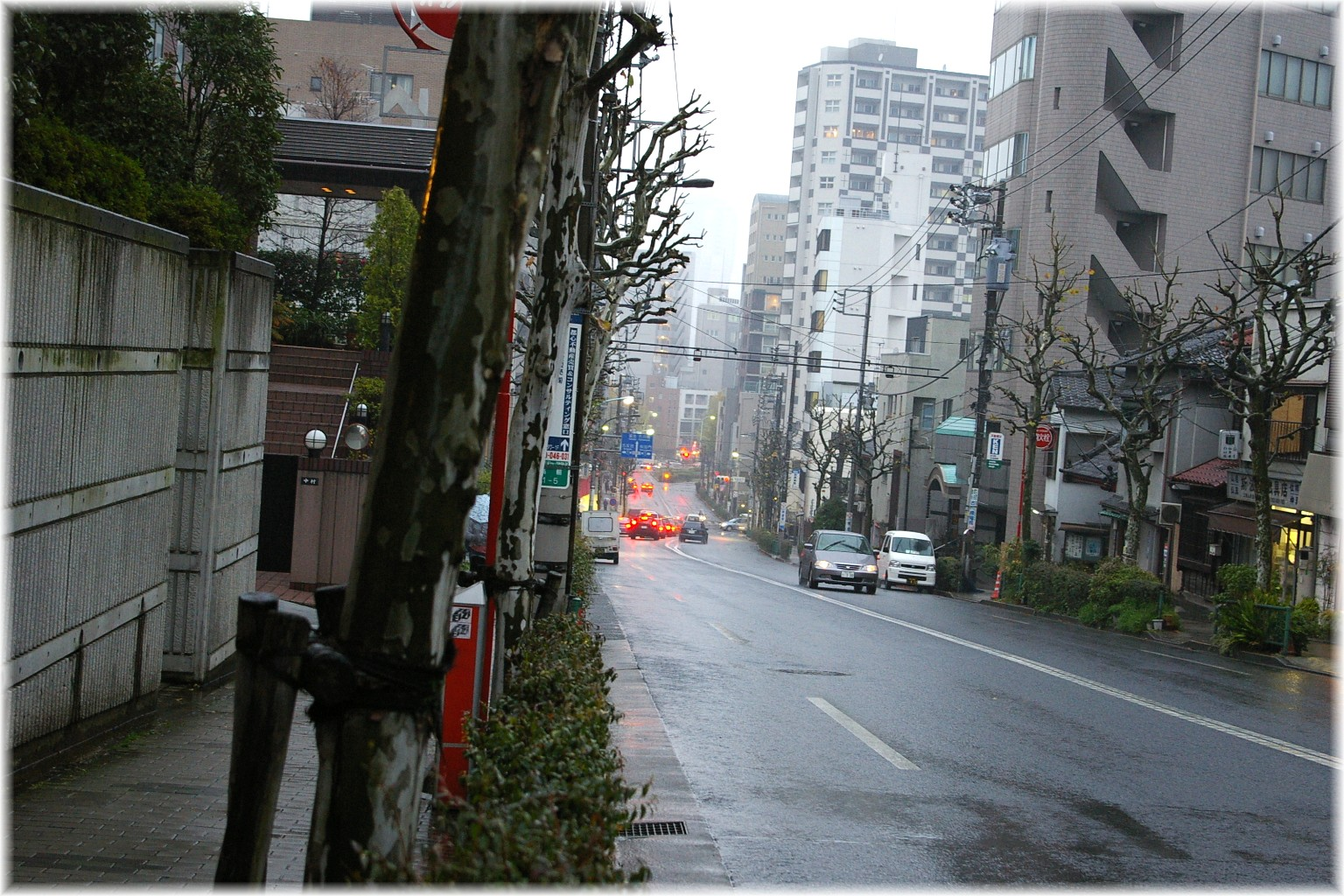
魚籃坂（魚籃坂上＝伊皿子交差点より）

魚籃坂（ぎょらんざか）は、東京都港区三田四丁目と高輪一丁目の境に存在する坂である。なお、魚籃坂の「籃」は「くさかんむり」ではなく「たけかんむり」である。また「魚籃（ぎょらん）」とは魚を入れる籠すなわち「魚籠（びく）」のことである。「魚らん坂」とも表記される。

## 地形
魚籃坂下交差点から登り、頂上から伊皿子坂に至る（すなわち麻布側からの登りが魚籃坂、頂上から海側に降りる坂が伊皿子坂である）。
魚籃坂下交差点付近には図書印刷本社、ケビン山崎が運営するジム「トータルワークアウト」1号店、および2005年11月までほぼ日刊イトイ新聞事務所が入居していた「明るいビル」（三田和順会館）などがあった（現在は進学塾・SAPIXが入居）。

## 名称の由来
坂の中腹に魚籃寺が存在することから付けられた。